# Banka Slovenije
Die Banka Slovenije (deutsch Bank von Slowenien) ist die Zentralbank der Republik Slowenien mit Sitz in Ljubljana.
Die Bank von Slowenien wurde kurz nach der Unabhängigkeit des Landes am 25. Juni 1991 per Gesetz gegründet. Sie ist eine unabhängige Zentralbank mit Berichterstattungspflicht gegenüber dem slowenischen Parlament. Seit 2007 ist sie Teil des Europäischen Systems der Zentralbanken und wirkt an der Festlegung der Geldpolitik für die Staaten der Europäischen Währungsunion mit. Darüber hinaus wacht die Bank über das slowenische Bankensystem und gibt Bargeld in Umlauf.
Das Gebäude der Hauptverwaltung im Zentrum von Ljubljana wurde in den Jahren 1920 bis 1923 nach Plänen des tschechischen Architekten  František Krasny errichtet, damals als Verwaltungsgebäude der LJUBLJANSKA KREDITNA BANKA (LKB).